# Helena Casas
Helena Casas Roige (Vilaseca, 24 de julio de 1988) es una deportista española que compite en ciclismo en la modalidad de pista, especialista en las pruebas de velocidad y keirin.
Ganó tres medallas en el Campeonato Europeo de Ciclismo en Pista, entre los años 2008 y 2020.
Participó en los Juegos Olímpicos de Río de Janeiro 2016, ocupando el séptimo lugar en velocidad por equipos (junto con Tania Calvo), el 17.º lugar en kerin y el 26.º en velocidad individual.

## Medallero internacional
| Campeonato Europeo | Campeonato Europeo      | Campeonato Europeo | Campeonato Europeo    |
| Año                | Lugar                   | Medalla            | Competición           |
| ------------------ | ----------------------- | ------------------ | --------------------- |
| 2008               | Alkmaar (Países Bajos)  | Medalla de bronce  | Ómnium esprint        |
| 2016               | Saint-Quentin (Francia) | Medalla de plata   | Velocidad por equipos |
| 2020               | Plovdiv (Bulgaria)      | Medalla de bronce  | Keirin                |

1. ↑  Campeonato Europeo realizado sólo para la disciplina de ómnium.
2. ↑  Variedad de ómnium que incluía cuatro pruebas de esprint: 200 m vuelta lanzada, keirin, eliminación y velocidad individual.